# 字形維基
字形維基（日语： Gurifu Wiki）是以自由共享為目的，將宋體（明朝體）的漢字字形資訊加以登錄、管理的維基系統。一般來說，管理字體還有個別漢字的字形相當麻煩，但是在字形維基上，能夠簡單地設計漢字的字形，並將其一個一個獨立管理。此外，收集完字形、做好字體之後，立即就能公開發佈。
花園明朝體的製作會使用登錄在字形維基上的字形。